# Lizymetr

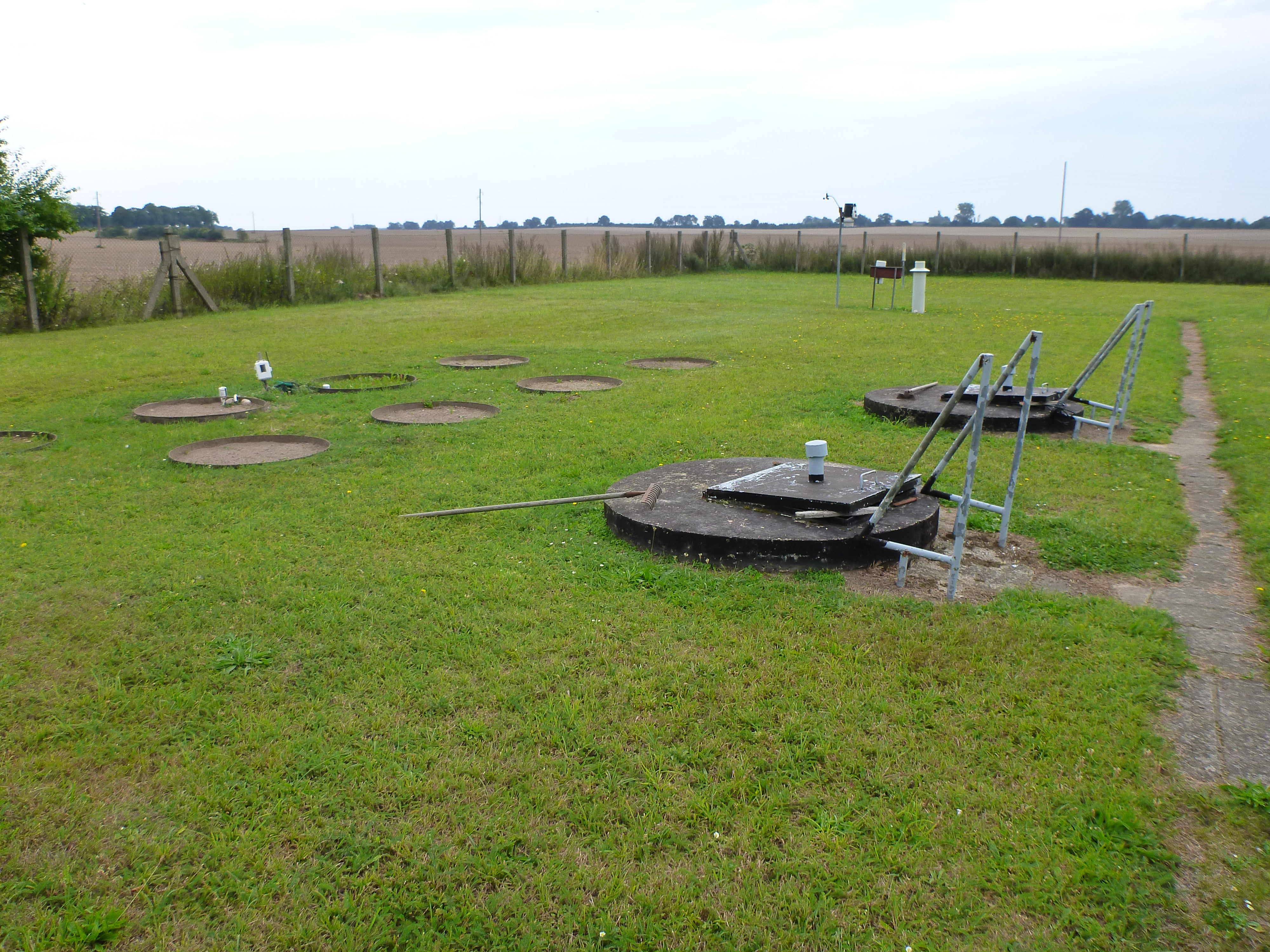
Stacja lizymetryczna w Kittendorf

Schemat lizymetru

Lizymetr – przyrząd meteorologiczny służący do bezpośrednich pomiarów wysokości wyparowanego słupa wody w procesie parowania terenowego. Pod względem budowy jest to wkopany w grunt szczelny, metalowy lub betonowy zbiornik. Co pewien czas mierzy się masę pojemnika. Po uwzględnieniu masy wody dopływającej z opadów i odpływającej w wyniku przesiąkania, uzyskuje się ilość wody, która wyparowała. 
Przewaga polowego pomiaru parowania z gruntu nad innymi metodami wyznaczania tego elementu: prostota metody ewaporometrycznej, powszechność stosowania, większa dokładność, możliwość rozdzielenia parowania z gleby od wartości transpiracji roślin. 